# Calumet (Minnesota)
Calumet és una població dels Estats Units a l'estat de Minnesota. Segons el cens del 2000 tenia 383 habitants.

## Demografia
Segons el cens del 2000, Calumet tenia 383 habitants, 162 habitatges, i 98 famílies. La densitat de població era de 93 habitants per km².
Dels 162 habitatges en un 32,7% hi vivien nens de menys de 18 anys, en un 42% hi vivien parelles casades, en un 14,2% dones solteres, i en un 39,5% no eren unitats familiars. En el 34,6% dels habitatges hi vivien persones soles el 18,5% de les quals corresponia a persones de 65 anys o més que vivien soles. El nombre mitjà de persones vivint en cada habitatge era de 2,33 i el nombre mitjà de persones que vivien en cada família era de 3,02.
Per edats la població es repartia de la següent manera: un 28,5% tenia menys de 18 anys, un 8,6% entre 18 i 24, un 25,6% entre 25 i 44, un 19,3% de 45 a 60 i un 18% 65 anys o més.
L'edat mediana era de 35 anys. Per cada 100 dones de 18 o més anys hi havia 91,6 homes.
La renda mediana per habitatge era de 22.250 $ i la renda mediana per família de 35.000 $. Els homes tenien una renda mediana de 24.625 $ mentre que les dones 18.958 $. La renda per capita de la població era de 12.293 $. Entorn del 16% de les famílies i el 17,5% de la població estaven per davall del llindar de pobresa.

## Poblacions més properes
El següent diagrama mostra les poblacions més properes.